# Turn- und Sportverein München von 1860 2019-2020
Questa voce raccoglie le informazioni riguardanti il Turn- und Sportverein München von 1860 nelle competizioni ufficiali della stagione 2019-2020.

## Stagione
Nella stagione 2019-2020 il Monaco 1860, allenato da Daniel Bierofka, Oliver Beer e Michael Köllner, concluse il campionato di 3. Liga all'8º posto. In Coppa Baviera il Monaco 1860 vinse la finale con il Kickers Würzburg.

## Rosa
| N. |                     | Ruolo | Calciatore          |
| -- | ------------------- | ----- | ------------------- |
| 1  | Germania (bandiera) | P     | Marco Hiller        |
| 2  | Germania (bandiera) | D     | Eric Weeger         |
| 3  | Germania (bandiera) | D     | Niklas Lang         |
| 4  | Germania (bandiera) | D     | Felix Weber         |
| 5  | Germania (bandiera) | C     | Quirin Moll         |
| 7  | Germania (bandiera) | A     | Stefan Lex          |
| 8  | Germania (bandiera) | C     | Simon Seferings     |
| 9  | Germania (bandiera) | A     | Sascha Mölders      |
| 10 | Germania (bandiera) | C     | Timo Gebhart        |
| 11 | Germania (bandiera) | D     | Fabian Greilinger   |
| 13 | Germania (bandiera) | C     | Dennis Erdmann      |
| 14 | Germania (bandiera) | C     | Dennis Dressel      |
| 16 | Germania (bandiera) | A     | Benjamin Kindsvater |
| 17 | Germania (bandiera) | C     | Daniel Wein         |
| 18 | Germania (bandiera) | A     | Nico Karger         |

| N. |                     | Ruolo | Calciatore         |
| -- | ------------------- | ----- | ------------------ |
| 19 | Germania (bandiera) | A     | Noel Niemann       |
| 20 | Turchia (bandiera)  | C     | Efkan Bekiroğlu    |
| 21 | Germania (bandiera) | A     | Prince Osei Owusu  |
| 22 | Germania (bandiera) | C     | Aaron Berzel       |
| 23 | Germania (bandiera) | D     | Tim Rieder         |
| 24 | Germania (bandiera) | A     | Markus Ziereis     |
| 25 | Germania (bandiera) | D     | Marius Willsch     |
| 27 | Germania (bandiera) | D     | Semi Belkahia      |
| 28 | Germania (bandiera) | D     | Herbert Paul       |
| 33 | Russia (bandiera)   | D     | Leon Klassen       |
| 34 | Germania (bandiera) | C     | Kristian Böhnlein  |
| 36 | Germania (bandiera) | D     | Phillipp Steinhart |
| 39 | Germania (bandiera) | P     | Hendrik Bonmann    |
| 40 | Germania (bandiera) | P     | Tom Kretzschmar    |

## Organigramma societario
Area tecnica
- Allenatore: Michael Köllner
- Allenatore in seconda: Oliver Beer, Günter Brandl, Franz Hübl
- Preparatore dei portieri: Harald Huber
- Preparatori atletici:

## Calciomercato

### Sessione estiva
| Acquisti | Acquisti        | Acquisti         | Acquisti |
| R.       | Nome            | da               | Modalità |
| -------- | --------------- | ---------------- | -------- |
| D        | Tim Rieder      | Augusta          |          |
| C        | Timo Gebhart    | Viktoria Berlino |          |
| C        | Dennis Erdmann  | Magdeburgo       |          |
| D        | Niklas Lang     | Monaco 1860 U17  |          |
| C        | Simon Seferings | Garching         |          |

| Cessioni | Cessioni            | Cessioni          | Cessioni |
| R.       | Nome                | a                 | Modalità |
| -------- | ------------------- | ----------------- | -------- |
| C        | Alessandro Abruscia | Ulma              |          |
| D        | Severin Buchta      | Türkgücü          |          |
| P        | Johann Hipper       | Pipinsried        |          |
| D        | Christian Köppel    | Schweinfurt 05    |          |
| A        | Kodjovi Koussou     | Bayreuth          |          |
| D        | Simon Lorenz        | Bochum            |          |
| A        | Prince Osei Owusu   | Arminia Bielefeld |          |

### Sessione invernale
| Acquisti | Acquisti | Acquisti | Acquisti |
| R.       | Nome     | da       | Modalità |
| -------- | -------- | -------- | -------- |

| Cessioni | Cessioni | Cessioni | Cessioni |
| R.       | Nome     | a        | Modalità |
| -------- | -------- | -------- | -------- |

## Risultati

### 3. Liga

#### Girone di andata
| Arbitro: | Osmers |

|                      |           |               |
| Steinhart 51’ (rig.) | Marcatori | 32’ Schauerte |

| Arbitro: | Thomsen |

|                           |           |            |
| Kobylański 43’ Kessel 62’ | Marcatori | 5’ Mölders |

| Arbitro: | Müller |

|                             |           |  |
| Bekiroğlu 33’, 60’ Paul 89’ | Marcatori |  |

| Arbitro: | Günsch |

|                                       |           |  |
| Schultz 32’ Korte 49’, 53’ Diring 89’ | Marcatori |  |

| Monaco di Baviera 17 agosto 2019, ore 14:00 CEST 5ª giornata | Monaco 1860 | 0 – 0 referto | Meppen | Grünwalder Stadion (14 500 spett.)\| Arbitro: \| Kempkes \| |
| Arbitro:                                                     | Kempkes     |               |        |                                                             |

| Arbitro: | Reichel |

|                                                        |           |             |
| Berzel 14’ (aut.) Beck 28’, 41’ Bertram 39’ Rother 74’ | Marcatori | 90’ Ziereis |

| Arbitro: | Bokop |

|  |           |             |
|  | Marcatori | 77’ Klassen |

| Arbitro: | Benen |

|                              |           |          |
| Weber 16’, 35’ Bekiroğlu 79’ | Marcatori | 68’ Rohr |

| Arbitro: | Müller |

|                          |           |          |
| Vermeij 15’ Daschner 52’ | Marcatori | 1’ Owusu |

| Arbitro: | Schröder |

|                                                 |           |               |
| Schad 7’ (aut.) Matuwila 48’ (aut.) Gebhart 52’ | Marcatori | 51’ Sickinger |

| Arbitro: | Kampka |

|                         |           |             |
| Gnaase 24’ Kaufmann 62’ | Marcatori | 47’ Mölders |

| Arbitro: | Fritsch |

|  |           |                |
|  | Marcatori | 82’ Matuszczyk |

| Arbitro: | Stegemann |

|                            |           |             |
| Ahlschwede 43’ Omladič 50’ | Marcatori | 59’ Mölders |

| Arbitro: | Willenborg |

|                                    |           |                        |
| Mölders 5’, 80’ Lex 31’ Berzel 83’ | Marcatori | 70’ Handle 86’ Bunjaku |

| Arbitro: | Jablonski |

|  |           |         |
|  | Marcatori | 39’ Lex |

| Arbitro: | Steinhaus-Webb |

|             |           |                   |
| Dressel 68’ | Marcatori | 27’ (rig.) Wriedt |

| Arbitro: | Ittrich |

|                              |           |                             |
| Stroh-Engel 18’ Heinrich 80’ | Marcatori | 24’, 90’ Mölders 52’ Rieder |

| Arbitro: | Burda |

|            |           |                 |
| Rieder 11’ | Marcatori | 52’ Vlachodīmos |

| Arbitro: | Reichel |

|               |           |                       |
| Gaus 10’, 64’ | Marcatori | 16’ Owusu 19’ Mölders |

#### Girone di ritorno
| Arbitro: | Lechner |

|  |           |             |
|  | Marcatori | 65’ Mölders |

| Arbitro: | Jöllenbeck |

|                                           |           |         |
| Bekiroğlu 7’ Dressel 22’ Mölders 67’, 79’ | Marcatori | 29’ Bär |

| Arbitro: | Kessel |

|                     |           |                     |
| Hehne 45’ Frick 57’ | Marcatori | 37’ Mölders 49’ Lex |

| Arbitro: | Winkmann |

|             |           |              |
| Niemann 54’ | Marcatori | 62’ Bouziane |

| Arbitro: | Braun |

|          |           |             |
| Undav 4’ | Marcatori | 50’ Niemann |

| Arbitro: | Fritsch |

|            |           |                    |
| Berzel 32’ | Marcatori | 60’ (rig.) Gjasula |

| Arbitro: | Gasteier |

|                                                  |           |                                     |
| Lex 41’ Gebhart 56’ (rig.) Mölders 58’ Owusu 90’ | Marcatori | 2’ Hoheneder 36’ Tallig 65’ Hosiner |

| Arbitro: | Exner |

|  |           |                                  |
|  | Marcatori | 7’ Gebhart 23’ Bekiroğlu 55’ Lex |

| Arbitro: | Badstübner |

|                                     |           |                         |
| Dressel 68’ Bekiroğlu 73’ Owusu 86’ | Marcatori | 33’ Compper 49’ Vermeij |

| Arbitro: | Kempkes |

|           |           |         |
| Röser 13’ | Marcatori | 31’ Lex |

| Arbitro: | Hartmann |

|               |           |                   |
| Bekiroğlu 51’ | Marcatori | 14’, 62’ Kaufmann |

| Arbitro: | Lossius |

|              |           |                                        |
| Grimaldi 36’ | Marcatori | 57’ Böhnlein 66’ Klassen 90’ Bekiroğlu |

| Arbitro: | Kempter |

|  |           |            |
|  | Marcatori | 60’ Breier |

| Arbitro: | Gasteier |

|                            |           |  |
| Bunjaku 56’ Holzweiler 81’ | Marcatori |  |

| Arbitro: | Alt |

|                    |           |           |
| Lex 8’ Mölders 50’ | Marcatori | 33’ Syhre |

| Arbitro: | Dingert |

|                        |           |             |
| Wriedt 45’ Tillman 79’ | Marcatori | 34’ Mölders |

| Arbitro: | Badstübner |

|                       |           |  |
| Dressel 39’, 58’, 73’ | Marcatori |  |

| Arbitro: | Weickenmeier |

|                  |           |                                        |
| Brünker 17’, 30’ | Marcatori | 10’ Wein 38’ Rieder 76’, 80’ Bekiroğlu |

| Arbitro: | Schmidt |

|  |           |                               |
|  | Marcatori | 50’ Beister 82’ Eckert-Ayensa |

### Coppa Baviera
| 8 agosto 2019, ore 18:30 CEST Primo turno | FT Schweinfurt | 1 – 6 | Monaco 1860 |  |

| 20 agosto 2019, ore 19:00 CEST Secondo turno | TV Aiglsbach | 1 – 11 | Monaco 1860 |  |

| 3 settembre 2019, ore 17:30 CEST Ottavi di finale | Dachau               | ? – ? | Monaco 1860 |  |
| \| \| \| \| \| \| Tiri di rigore 5 – 6 \| \|      |                      |       |             |  |
|                                                   |                      |       |             |  |
|                                                   | Tiri di rigore 5 – 6 |       |             |  |

| Arbitro: | Hartmann |

|                              |                      |                                              |
| Owusu 64’                    | Marcatori            | 41’ Dietz                                    |
| Gebhart Wein Steinhart Weber | Tiri di rigore 3 – 2 | Greger Grauschopf Hufnagel Schröter Heinrich |

| 31 marzo 2020, ore 17:30 CEST Semifinale | Memmingen | 0 – 2 | Monaco 1860 |  |

| Monaco di Baviera 5 settembre 2020, ore 14:00 CEST Finale                                                                                   | Monaco 1860          | 1 – 1 referto         | Kickers Würzburg | Grünwalder Stadion (0 spett.) |
| \| \| \| \| \| Greilinger 90’ \| Marcatori \| 58’ Feick \| \| Lex Tallig Steinhart Moll \| Tiri di rigore 4 – 1 \| Hägele Kopacz Flecker \| |                      |                       |                  |                               |
| |                      |                       |                  |                               |
| Greilinger 90’ | Marcatori            | 58’ Feick             |                  |                               |
| Lex Tallig Steinhart Moll | Tiri di rigore 4 – 1 | Hägele Kopacz Flecker |                  |                               |

## Statistiche

### Statistiche di squadra
| Competizione  | Punti | In casa | In casa | In casa | In casa | In casa | In casa | In trasferta | In trasferta | In trasferta | In trasferta | In trasferta | In trasferta | Totale | Totale | Totale | Totale | Totale | Totale | DR  |
| Competizione  | Punti | G       | V       | N       | P       | Gf      | Gs      | G            | V            | N            | P            | Gf           | Gs           | G      | V      | N      | P      | Gf     | Gs     | DR  |
| ------------- | ----- | ------- | ------- | ------- | ------- | ------- | ------- | ------------ | ------------ | ------------ | ------------ | ------------ | ------------ | ------ | ------ | ------ | ------ | ------ | ------ | --- |
| 3. Liga       | 58    | 19      | 9       | 6       | 4       | 35      | 22      | 19           | 7            | 4            | 8            | 28           | 32           | 38     | 16     | 10     | 12     | 63     | 54     | +9  |
| Coppa Baviera | -     | 2       | 0       | 2       | 0       | 2       | 2       | 4            | 3            | 1            | 0            | 19           | 2            | 6      | 3      | 3      | 0      | 21     | 4      | +17 |
| Totale        | 58    | 21      | 9       | 8       | 4       | 37      | 24      | 23           | 10           | 5            | 8            | 47           | 34           | 44     | 19     | 13     | 12     | 84     | 58     | +26 |

### Andamento in campionato
| Giornata  | 1 | 2  | 3 | 4  | 5  | 6  | 7  | 8  | 9  | 10 | 11 | 12 | 13 | 14 | 15 | 16 | 17 | 18 | 19 | 20 | 21 | 22 | 23 | 24 | 25 | 26 | 27 | 28 | 29 | 30 | 31 | 32 | 33 | 34 | 35 | 36 | 37 | 38 |
| --------- | - | -- | - | -- | -- | -- | -- | -- | -- | -- | -- | -- | -- | -- | -- | -- | -- | -- | -- | -- | -- | -- | -- | -- | -- | -- | -- | -- | -- | -- | -- | -- | -- | -- | -- | -- | -- | -- |
| Luogo     | C | T  | C | T  | C  | T  | T  | C  | T  | C  | T  | C  | T  | C  | T  | C  | T  | C  | T  | T  | C  | T  | C  | T  | C  | C  | T  | C  | T  | C  | T  | C  | T  | C  | T  | C  | T  | C  |
| Risultato | N | P  | V | P  | N  | P  | V  | V  | P  | V  | P  | P  | P  | V  | V  | N  | V  | N  | N  | V  | V  | N  | N  | N  | N  | V  | V  | V  | N  | P  | V  | P  | P  | V  | P  | V  | V  | P  |
| Posizione | 9 | 16 | 7 | 15 | 15 | 18 | 14 | 11 | 14 | 12 | 14 | 15 | 15 | 15 | 12 | 14 | 10 | 10 | 11 | 10 | 7  | 6  | 7  | 9  | 9  | 8  | 6  | 3  | 6  | 8  | 7  | 8  | 9  | 8  | 9  | 7  | 7  | 8  |

Legenda:

Luogo: C = Casa; T = Trasferta. Risultato: V = Vittoria; N = Pareggio; P = Sconfitta.

### Statistiche dei giocatori
| Giocatore      | 3. Liga  | 3. Liga | 3. Liga     | 3. Liga    | Coppa Baviera | Coppa Baviera | Coppa Baviera | Coppa Baviera | Totale   | Totale | Totale      | Totale     |
| Giocatore      | Presenze | Reti    | Ammonizioni | Espulsioni | Presenze      | Reti          | Ammonizioni   | Espulsioni    | Presenze | Reti   | Ammonizioni | Espulsioni |
| -------------- | -------- | ------- | ----------- | ---------- | ------------- | ------------- | ------------- | ------------- | -------- | ------ | ----------- | ---------- |
| A. Agbowo      | 0        | 0       | 0           | 0          | 0             | 0             | 0             | 0             | 0        | 0      | 0           | 0          |
| E. Bekiroğlu   | 28       | 10      | 4           | 0          | 0             | 0             | 0             | 0             | 28       | 10     | 4           | 0          |
| S. Belkahia    | 0        | 0       | 0           | 0          | 0             | 0             | 0             | 0             | 0        | 0      | 0           | 0          |
| A. Berzel      | 28       | 2       | 10          | 0          | 0             | 0             | 0             | 0             | 28       | 2      | 10          | 0          |
| H. Bonmann     | 13       | 0       | 3           | 0          | 0             | 0             | 0             | 0             | 13       | 0      | 3           | 0          |
| K. Böhnlein    | 9        | 1       | 2           | 0          | 0             | 0             | 0             | 0             | 9        | 1      | 2           | 0          |
| M. Cocic       | 0        | 0       | 0           | 0          | 0             | 0             | 0             | 0             | 0        | 0      | 0           | 0          |
| J. Djayo       | 0        | 0       | 0           | 0          | 1             | 0             | 0             | 0             | 1        | 0      | 0           | 0          |
| D. Dressel     | 33       | 6       | 4           | 0          | 1             | 0             | 0             | 0             | 34       | 6      | 4           | 0          |
| M. Durrans     | 0        | 0       | 0           | 0          | 0             | 0             | 0             | 0             | 0        | 0      | 0           | 0          |
| D. Erdmann     | 31       | 0       | 14          | 0          | 2             | 0             | 1             | 0             | 33       | 0      | 15          | 0          |
| T. Gebhart     | 27       | 3       | 0           | 0          | 1             | 0             | 0             | 0             | 28       | 3      | 0           | 0          |
| F. Greilinger  | 12       | 0       | 1           | 0          | 1             | 1             | 0             | 0             | 13       | 1      | 1           | 0          |
| M. Gresler     | 0        | 0       | 0           | 0          | 0             | 0             | 0             | 0             | 0        | 0      | 0           | 0          |
| M. Hiller      | 25       | 0       | 1           | 0          | 2             | 0             | 0             | 0             | 27       | 0      | 1           | 0          |
| N. Karger      | 8        | 0       | 0           | 0          | 0             | 0             | 0             | 0             | 8        | 0      | 0           | 0          |
| B. Kindsvater  | 13       | 0       | 1           | 0          | 1             | 0             | 0             | 0             | 14       | 0      | 1           | 0          |
| L. Klassen     | 19       | 2       | 5           | 0          | 1             | 0             | 1             | 0             | 20       | 2      | 6           | 0          |
| L. Knöferl     | 0        | 0       | 0           | 0          | 0             | 0             | 0             | 0             | 0        | 0      | 0           | 0          |
| T. Kretzschmar | 0        | 0       | 0           | 0          | 0             | 0             | 0             | 0             | 0        | 0      | 0           | 0          |
| N. Lang        | 0        | 0       | 0           | 0          | 1             | 0             | 0             | 0             | 1        | 0      | 0           | 0          |
| S. Lex         | 29       | 7       | 2           | 0          | 2             | 0             | 0             | 0             | 31       | 7      | 2           | 0          |
| M. Mannhardt   | 0        | 0       | 0           | 0          | 0             | 0             | 0             | 0             | 0        | 0      | 0           | 0          |
| Q. Moll        | 8        | 0       | 0           | 0          | 1             | 0             | 0             | 0             | 9        | 0      | 0           | 0          |
| S. Mölders     | 37       | 15      | 6           | 0          | 2             | 0             | 1             | 0             | 39       | 15     | 7           | 0          |
| R. Neudecker   | 0        | 0       | 0           | 0          | 0             | 0             | 0             | 0             | 0        | 0      | 0           | 0          |
| N. Niemann     | 13       | 2       | 2           | 0          | 0             | 0             | 0             | 0             | 13       | 2      | 2           | 0          |
| P. Owusu       | 28       | 4       | 2           | 0          | 1             | 1             | 0             | 0             | 29       | 5      | 2           | 0          |
| H. Paul        | 23       | 1       | 1           | 1          | 1             | 0             | 0             | 0             | 24       | 1      | 1           | 1          |
| T. Rieder      | 25       | 3       | 7           | 0          | 1             | 0             | 0             | 0             | 26       | 3      | 7           | 0          |
| S. Salger      | 0        | 0       | 0           | 0          | 0             | 0             | 0             | 0             | 0        | 0      | 0           | 0          |
| S. Seferings   | 2        | 0       | 0           | 0          | 0             | 0             | 0             | 0             | 2        | 0      | 0           | 0          |
| P. Steinhart   | 34       | 1       | 9           | 1          | 2             | 0             | 0             | 0             | 36       | 1      | 9           | 1          |
| G. Szekely     | 0        | 0       | 0           | 0          | 0             | 0             | 0             | 0             | 0        | 0      | 0           | 0          |
| E. Tallig      | 0        | 0       | 0           | 0          | 1             | 0             | 0             | 0             | 1        | 0      | 0           | 0          |
| F. Weber       | 22       | 2       | 3           | 2          | 1             | 0             | 1             | 0             | 23       | 2      | 4           | 2          |
| E. Weeger      | 0        | 0       | 0           | 0          | 0             | 0             | 0             | 0             | 0        | 0      | 0           | 0          |
| D. Wein        | 35       | 1       | 9           | 0          | 2             | 0             | 0             | 0             | 37       | 1      | 9           | 0          |
| M. Willsch     | 35       | 0       | 8           | 0          | 2             | 0             | 0             | 0             | 37       | 0      | 8           | 0          |
| M. Ziereis     | 11       | 1       | 0           | 0          | 0             | 0             | 0             | 0             | 11       | 1      | 0           | 0          |